# بول بيغالا
بول إدوارد بيغالا (بالإنجليزية: Paul Edward Begala) (ولد في 12 مايو 1961) هو مستشار سياسي ومعلق إعلامي أمريكي، عُرف بشكل خاص بكونه مستشارًا للرئيس الأمريكي الأسبق بيل كلينتون.

## الحياة السياسية
كان بيغالا المخطط الاستراتيجي الرئيسي في حملة كلينتون-غور الانتخابية عام 1992، والتي فاز فيها بيل كلينتون بـ33 ولاية، ليصبح أول ديمقراطي يصل إلى البيت الأبيض بعد 12 عامًا من حكم الجمهوريين.
وفي البيت الأبيض، شغل منصب "مستشار الرئيس"، حيث أشرف على تنسيق السياسات والخطاب السياسي والاتصال العام خلال فترة رئاسة كلينتون.

## شراكته مع جيمس كارفيل
برز اسم بيغالا على المستوى الوطني عندما شكّل ثنائيًا سياسيًا ناجحًا مع المستشار السياسي جيمس كارفيل، في الفريق المعروف باسم كارفيل وبيغالا. وقد لعب هذا الثنائي دورًا محوريًا في عدة حملات انتخابية ديمقراطية.

## العمل الإعلامي
شارك في تقديم برنامج النقاش السياسي Equal Time على قناة MSNBC من 1999 حتى 2000، ثم برنامج Crossfire على قناة CNN من 2002 حتى 2005.
يظهر بيغالا بشكل منتظم على قناة سي إن إن كمعلق سياسي يمثل وجهة نظر الحزب الديمقراطي.

## العمل الأكاديمي
يشغل بيغالا حاليًا منصب أستاذ مشارك في كلية ماكورت للسياسة العامة بجامعة جورجتاون، حيث يدرّس السياسة العامة والشؤون الحكومية.

## وصلات خارجية
- صفحة بول بيغالا على CNN
- السيرة الذاتية في موسوعة بريتانيكا